# Sjötorp
Sjötorp er en lille by i Mariestads kommun i Västra Götalands län. Byen ligger omkring 20 km fra kommunens hovedby Mariestad. Sjötorp ligger ved Riksväg 26. Her løber den vestlige del af Göta kanal ud i Vänern.
Byen har færre end 600 faste indbyggere. Om sommeren kommer der mange turister til byen, og indbyggertallet mangedobles.